# Imigração clandestina

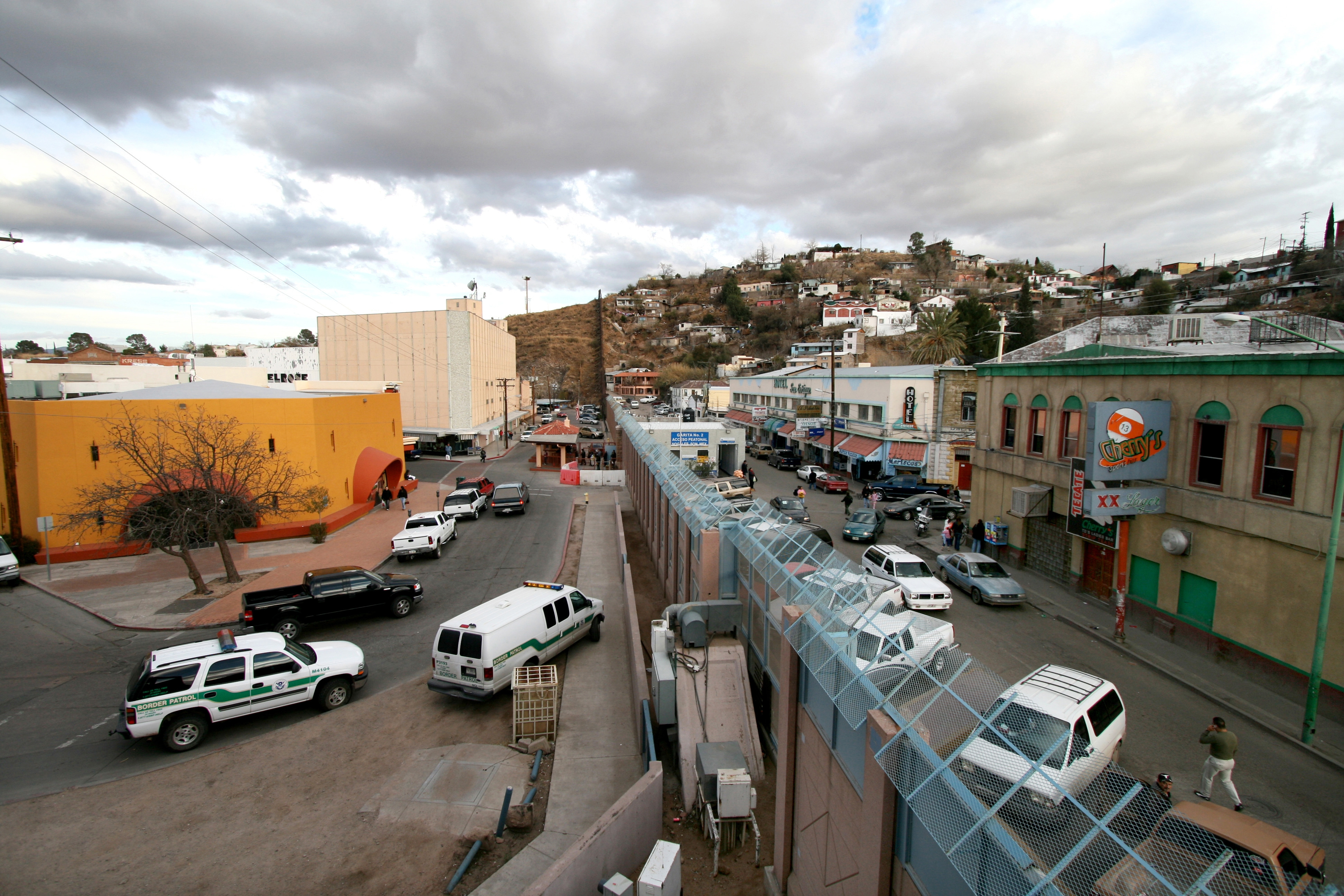
Fronteira entre México e Estados Unidos, com patrulhas na fronteira do lado norte-americano

A imigração indocumentada ou irregular, popularmente conhecida como imigração ilegal, é a migração de pessoas para um país em violação das leis de imigração desse país, ou a residência contínua de pessoas desprovidas de documentação que as autoriza a viver naquele país. A imigração indocumentada tende a ser financeiramente ascendente, dos países mais pobres aos mais ricos. A residência ilegal em outro país cria o risco de ser detida e deportada ou de enfrentar outras sanções.
Os requerentes a quem é recusado asilo podem ser impedidos de expulsão, por exemplo, se o país de origem se recusar a receber a pessoa ou se novos motivos de asilo ocorrerem após a decisão. Em alguns casos, essas pessoas são consideradas imigrantes ilegais e, em outros, podem obter uma permissão de residência temporária, por exemplo, com referência ao princípio de não repulsão na Convenção Internacional sobre Refugiados. O Tribunal Europeu dos Direitos do Homem, referindo-se à Convenção Europeia dos Direitos do Homem, demonstrou, em vários acórdãos indicativos, que existem barreiras à expulsão de determinados países, por exemplo, devido ao risco de tortura.

## Terminologia
Há campanhas que desestimulam o uso do termo "imigrante ilegal", geralmente baseado no argumento de que o ato de imigrar ilegalmente não torna as próprias pessoas ilegais, mas sim "pessoas que imigraram ilegalmente". Nos Estados Unidos, a campanha "Drop the I-Word" foi lançada em 2010 defendendo o uso de termos como imigrantes indocumentados ou imigrantes não autorizados ao se referir aos estrangeiros que residem em um país ilegalmente. Várias associações de jornalistas nos Estados Unidos, Reino Unido e Europa, também preferiram descontinuar ou desencorajar o uso do adjetivo "ilegal" para descrever substantivos que descrevem pessoas. No entanto, termos relacionados que descrevem ações não são desencorajados de forma semelhante por essas campanhas. Por exemplo, a Associated Press continua a usar o termo "imigração ilegal" para descrever a ação de entrar ou residir em um país ilegalmente.
Por outro lado, o termo indocumentado tem sido usado por parte da imprensa, como por exemplo pela BBC e pelo jornal estadunidense The New York Times, este último o coloca como um "termo preferido por muitos imigrantes e seus defensores, mas tem um gosto de eufemismo e deve ser usado com cautela fora da citação".
Um termo relacionado, "migração irregular", é por vezes utilizado pela Organização Internacional de Migração, mas descreve um conceito um pouco mais amplo que inclui também a emigração ilegal.

## Efeitos da imigração ilegal

### Economia e mercado de trabalho
A pesquisa sobre os efeitos econômicos da imigração ilegal é escassa, mas os estudos existentes sugerem que os efeitos podem ser positivos para a população nativa e para os cofres públicos. Um estudo de 2015 mostra que "aumentar as taxas de deportação e apertar o controle das fronteiras enfraquece os mercados de mão-de-obra pouco qualificada, aumentando o desemprego dos trabalhadores nativos menos qualificados. Em vez disso, a legalização diminui a taxa de desemprego dos nativos menos qualificados e aumenta a renda por país". Estudos mostram que a legalização de imigrantes ilegais impulsionaria a economia dos Estados Unidos; um estudo de 2013 descobriu que conceder anistia a imigrantes ilegais aumentaria sua renda em um quarto (aumentando o PIB dos Estados Unidos em aproximadamente US$ 1,4 trilhão em um período de dez anos) e um estudo de 2016 descobriu que "a legalização aumentaria a contribuição econômica da população não autorizada cerca de 20%, para 3,6% do PIB do setor privado". Um documento do National Bureau of Economic Research, um instituto de pesquisas econômicas estadunidense, datado de 2018, concluiu que os imigrantes indocumentados nos Estados Unidos "geram um superávit maior para as firmas americanas em relação aos nativos, portanto restringir sua entrada tem um efeito deprimente na criação de empregos e, por sua vez, nos mercados de trabalho nativos".
Um artigo de economistas espanhóis descobriu que, ao legalizar a população imigrante indocumentada na Espanha, as receitas fiscais aumentaram em cerca de €4.189 por imigrante recentemente legalizado. O jornal descobriu que os salários dos recém-legalizados imigrantes aumentaram após a legalização, alguns nativos com baixas qualificações tiveram piores resultados no mercado de trabalho e os nativos altamente qualificados melhoraram os resultados do mercado de trabalho.
De acordo com o economista estadunidense George Borjas, os imigrantes podem ter causado o declínio dos salários reais dos trabalhadores americanos sem um diploma de ensino médio em 9% entre 1980 e 2000, devido ao aumento da concorrência. Outros economistas, como Gordon Hanson e Douglas Massey, criticaram essa visão e disseram que ela é simplista demais e não leva em conta evidências contraditórias, como a baixa imigração ilegal do México para os Estados Unidos antes dos anos 1980, apesar da significativa disparidade econômica. Douglas Massey argumenta que os países desenvolvidos precisam de mão-de-obra imigrante não qualificada para preencher empregos indesejáveis que os cidadãos não procuram, independentemente dos salários. Massey argumenta que isso refuta as alegações de que os imigrantes indocumentados estão "diminuindo os salários" ou roubando empregos dos trabalhadores nativos, e que, ao contrário, mostra que os imigrantes indocumentados "assumem empregos que ninguém mais quer".
Desde o declínio dos empregos na indústria e na manufatura, as gerações mais jovens nascidas no país adquiriram educação superior. Nos Estados Unidos, apenas 12% da força de trabalho tem menos que o ensino médio, mas 70% dos trabalhadores ilegais do México não têm diploma do ensino médio. A maioria dos novos empregos no trabalho manual se qualificam como o trabalho indesejável de Massey, e sofre de falta de confiabilidade, papéis de subserviência e, criticamente, falta de potencial para o avanço. Esses empregos de "segunda classe", que têm um número desproporcional de imigrantes indocumentados, incluem a colheita de safras, mão-de-obra não qualificada em paisagismo e construção, limpeza doméstica e trabalhos de camareira e de garçom em hotéis e restaurantes. No entanto, como até esses empregos de classe baixa têm salários relativos mais elevados do que nos países de origem, eles ainda são atraentes para imigrantes indocumentados e, como muitos imigrantes sem documentos ás vezes antecipam um trabalho apenas temporário no país de destino, a falta de oportunidade de progresso é vista por muitos como menos de um problema. O apoio a essa afirmação pode ser visto em uma pesquisa do Pew Hispanic Center com mais de 3.000 imigrantes indocumentados do México nos Estados Unidos, que foi descoberto que 79% se juntariam voluntariamente a um programa de trabalhadores temporários que lhes permitisse trabalhar legalmente por vários anos, mas depois deveriam voltar obrigatoriamente aos seus países de origem. Uma evidência disso pode ser vista nos salários médios de trabalhadores ilegais na Califórnia, que estavam entre US$ 10 e US$ 12 por hora de acordo com um estudo de 2005, e o fato de que isso era maior do que muitos empregos de serviço ou de colarinho branco. O trabalho de colarinho branco e serviço de nível básico oferece oportunidades de progresso apenas para pessoas com permissão de trabalho e cidadania.
Pesquisas indicam que a vantagem para as empresas que empregam imigrantes indocumentados aumenta à medida que mais empresas do setor o fazem, aumenta ainda mais com a amplitude do mercado de uma empresa e também com a intensidade de trabalho do processo de produção da empresa. No entanto, a vantagem diminui com o nível de habilidade dos trabalhadores da empresa, o que significa que os imigrantes ilegais não oferecem tanta vantagem competitiva quando uma força de trabalho altamente qualificada é necessária.

## Razões para a imigração ilegal

### Liberalização comercial
Nos últimos anos, os países em desenvolvimento buscaram os benefícios da globalização adotando medidas para liberalizar o comércio. Mas a rápida abertura dos mercados domésticos pode levar ao deslocamento de um grande número de trabalhadores agrícolas ou não qualificados, que são mais propensos a procurar emprego e uma maior qualidade de vida pela imigração ilegal.[carece de fontes?]

### Pobreza
Imigrantes indocumentados não são empobrecidos pelos padrões de seus países de origem. As classes mais pobres de um país em desenvolvimento podem não ter os recursos necessários para montar uma tentativa de cruzar ilegalmente, ou as conexões com amigos ou familiares que já estão no país de destino. Estudos do Pew Hispanic Center mostraram que a educação e os níveis salariais dos imigrantes ilegais mexicanos nos Estados Unidos estão em torno da média do México e que eles não são um preditor adequado da escolha de imigrar.
Outros exemplos mostram que o aumento da pobreza, especialmente quando associado a crises imediatas, pode aumentar a probabilidade de migração ilegal. A crise econômica de 1994 no México, após o início do Acordo de Livre Comércio da América do Norte (NAFTA), foi associada à pobreza generalizada e uma menor valorização do peso em relação ao dólar. Isso também marcou o início de uma onda maciça de imigração mexicana, na qual a migração ilegal líquida para os Estados Unidos aumentou todos os anos de meados dos anos 90 até meados dos anos 2000.

### Superpopulação
O crescimento populacional que excede a capacidade de carga de uma área ou ambiente resulta em superpopulação. A imigração se torna uma estrada que fornece uma "válvula de escape" para a superpopulação que impede uma população de abordar as conseqüências de sua superpopulação e que exporta essa superpopulação para outro local ou país. A superpopulação e suas conseqüências é um problema maior nos países em desenvolvimento.

### Reunificação familiar em um novo país
Alguns imigrantes indocumentados procuram viver com entes queridos, como um cônjuge ou outros membros da família.
Ter família que imigrou ou ser de uma comunidade com muitos imigrantes é um preditor muito melhor da escolha de imigrar do que de pobreza. O visto de reagrupamento familiar pode ser requerido por residentes legais ou cidadãos naturalizados para trazer seus membros da família para um estado de destino legalmente, mas esses vistos podem ser limitados em número e sujeitos a cotas anuais. Isso pode resultar em membros da família entrando ilegalmente para se reunificar. Ao estudar os padrões migratórios mexicanos, Douglas Massey acha que a probabilidade de um nacional mexicano emigrar ilegalmente para os Estados Unidos aumenta drasticamente se eles tiverem um ou mais membros da família que já residem nos Estados Unidos, legal ou ilegalmente.

### Guerras e asilo
A chegada não autorizada a outro país pode ser motivada pela necessidade de escapar da guerra civil ou da repressão no país de origem. No entanto, alguém que foge de tal situação é, na maioria dos países, sob nenhuma circunstância, um imigrante indocumentado. Se as vítimas de deslocamento forçado solicitarem asilo no país para o qual fugiram e lhes for concedido o status de refugiado, elas têm o direito de permanecer permanentemente. Se os requerentes de asilo não receberem algum tipo de status de proteção legal, eles podem ter que deixar o país ou permanecer como imigrantes ilegais.
De acordo com a Convenção de Refugiados de 1951, os refugiados devem ser isentos das leis de imigração e devem esperar proteção do país em que entraram. Cabe, no entanto, aos países envolvidos decidir se um determinado imigrante é ou não um refugiado e, portanto, se estão sujeitos aos controles de imigração. Além disso, os países que não assinaram a Convenção de Refugiados de 1951 ou não tentam seguir suas diretrizes tendem a considerar os refugiados e requerentes de asilo como imigrantes ilegais.

### Privação de cidadania
Em uma reportagem de 2012, o Common Sense Media informou: "Os cerca de 750 mil pessoas da etnia ruainga, uma das minorias mais miseráveis e oprimidas do mundo, estão profundamente ressentidos com a quase completa ausência de direitos civis em Mianmar. Em 1982, a junta militar retirou os ruaingas de sua cidadania de Myanmar, classificando-os como imigrantes ilegais e tornando-os apátridas."
Em alguns países, as pessoas nascidas em território nacional (doravante não "imigrantes") não obtêm automaticamente a nacionalidade de seu local de nascimento e podem não ter título legal de residência.

## Problemas enfrentados pelos imigrantes ilegais
Além da possibilidade de serem interceptados, presos, interrogados e/ou deportados, os imigrantes ilegais também enfrentam outros problemas.

### Falta de serviços
Os imigrantes ilegais geralmente têm acesso limitado ou nenhum acesso aos sistemas públicos de saúde, moradia adequada, educação e bancos. Alguns imigrantes falsificam documentos de identidade para obter o acesso.

### Escravidão
Após o fim do tráfico legal internacional de escravos pelos europeus e os Estados Unidos no início do século XIX, a importação ilegal de escravos continuou, embora em níveis muito reduzidos. Por exemplo, pesquisas da Universidade do Estado de San Diego estimam que há 2,4 milhões de vítimas de tráfico humano entre imigrantes ilegais mexicanos nos Estados Unidos. Embora não seja tão comum como na Europa, Ásia, África e América Latina,[carece de fontes?] algumas mulheres são contrabandeadas para os Estados Unidos e Canadá.
Pessoas foram sequestradas ou levadas à escravidão para trabalhar como operários, depois de entrarem no país, por exemplo, em fábricas. Os traficados dessa maneira enfrentam muitas vezes barreiras adicionais para escapar da escravidão, uma vez que seu status de imigrantes indocumentados dificulta o acesso a ajuda ou serviços. Por exemplo, mulheres birmanesas traficadas para a Tailândia e forçadas a trabalhar em fábricas ou como prostitutas podem não falar o idioma e estar vulneráveis a abuso por parte da polícia devido ao seu status de imigrante indocumentado.

### Sequestros
Em algumas regiões, as pessoas que ainda estão a caminho de seu país de destino também são sequestradas, por exemplo, por resgate. Em alguns casos, eles também são torturados, estuprados e mortos se o resgate solicitado não chegar. Um caso em questão são os migrantes eritreus que estão a caminho de Israel. Um grande número deles são capturados no Sinai do Norte (Egito) e no leste do Sudão e mantidos nos edifícios no Sinai do Norte.

### Prostituição
Algumas pessoas forçadas à escravidão sexual enfrentam desafios de acusações de imigração ilegal.
Desde a queda do Muro de Berlim e das Revoluções de 1989, a Europa Ocidental está sendo confrontada com um sério problema relacionado à exploração sexual de imigrantes indocumentadas (especialmente da Europa Oriental), para fins de prostituição.
Nos Estados Unidos, as vítimas de tráfico humano frequentemente passam pela fronteira com o México. Em um esforço para conter a disseminação dessa aflição, a procuradora-geral californiana Kamala Harris e a procuradora-geral mexicana Marisela Morales Ibáñez assinaram um acordo em 2012 para expandir os processos contra criminosos tipicamente membros de gangues transnacionais que participam do tráfico de seres humanos entre os dois países.

### Exploração do trabalho
A maioria dos países tem leis que exigem que os trabalhadores tenham documentação adequada, muitas vezes com a intenção de prevenir ou minimizar o emprego de imigrantes indocumentados.[carece de fontes?] No entanto, as penalidades contra os empregadores costumam ser pequenas e os requisitos de identificação aceitáveis são vagos, mal definidos e raramente controlados ou aplicados, facilitando a contratação de mão-de-obra ilegal pelos empregadores.[carece de fontes?] Onde o salário mínimo é várias vezes o salário predominante no país de origem, os empregadores às vezes pagam menos que o salário mínimo legal ou têm condições inseguras de trabalho, confiando na relutância dos trabalhadores ilegais em relatar as violações às autoridades.

### Doenças
A busca por emprego é fundamental para a migração ilegal. De acordo com dados do Departamento de Censo dos Estados Unidos, os imigrantes indocumentados nos Estados Unidos costumam trabalhar em indústrias perigosas, como a agricultura e a construção civil. Um estudo recente sugere que a complexa rede de consequências resultantes do status de imigrante ilegal limita a capacidade dos trabalhadores ilegais de permanecerem seguros no trabalho. Além do perigo físico no trabalho, a escolha de imigrar para o trabalho muitas vezes implica fatores de estilo de vida induzidos pelo trabalho que afetam a saúde física, mental e social dos imigrantes e suas famílias.

## Métodos

### Cruzamento ilegal da fronteira
Imigrantes de países que não têm acordos automáticos de visto, ou que não se qualificariam para um visto, muitas vezes cruzam as fronteiras ilegalmente em algumas áreas como a fronteira dos Estados Unidos com o México, o Canal de Mona entre a República Dominicana e Porto Rico, o Estreito de Gibraltar, a ilha de Fuerteventura, nas Ilhas Canárias e o Estreito de Otranto. Como esses métodos são ilegais, eles geralmente são perigosos. Os supostos imigrantes são conhecidos por sufocar em contêineres, vagões de trens de carga e caminhões, afundar em naufrágios causados por embarcações improvisadas e sem segurança, ou morrerem de desidratação durante longas caminhadas sem água. Uma estimativa oficial coloca o número de pessoas que morreram em travessias ilegais na fronteira entre os Estados Unidos e o México, entre 1998 e 2017, em 7.216.
O contrabando humano é a prática de intermediários que auxiliam os imigrantes indocumentados a atravessar as fronteiras internacionais em ganhos financeiros, muitas vezes em grandes grupos. O contrabando humano difere, mas às vezes é associado ao tráfico humano. Um contrabandista humano facilitará a entrada ilegal em um país por uma taxa, mas na chegada ao destino, a pessoa contrabandeada geralmente é livre. O tráfico envolve um processo de uso de força física, fraude ou engano para obter e transportar pessoas.
Tipos de contrabandistas humanos notórios incluem "coiotes", que contrabandeiam imigrantes indocumentados para o sudoeste dos Estados Unidos, conhecidos por abusarem ou até mesmo matarem suas vítimas. Às vezes, os imigrantes indocumentados são abandonados por seus traficantes de seres humanos se houverem dificuldades, muitas vezes morrendo no processo. Outros podem ser vítimas de assassinato intencional.

### Ficar além do permitido
Muitos imigrantes indocumentados são migrantes que chegam a um país legalmente, mas que ultrapassam seu tempo de permanência autorizada (ultrapassando o prazo de um visto).[carece de fontes?] Por exemplo, a maioria dos cerca de 200.000 imigrantes ilegais no Canadá (talvez até 500.000) são requerentes de refugiados cujos pedidos de refugiados foram rejeitados, mas que ainda não foram expulsos do país.
Outro exemplo é formado por filhos de estrangeiros nascidos em países que observam o jus soli ("direito do território"), como era o caso na França até 1994 e na Irlanda até 2005. Nesses países, era possível obter nacionalidade francesa ou irlandesa, apenas por nascer na França antes de 1994 ou na Irlanda antes de 2005. Atualmente, um filho nascido francês de pais estrangeiros não obtém automaticamente a nacionalidade francesa até que as condições de duração da residência sejam cumpridas. Desde 1 de janeiro de 2005, uma criança nascida na Irlanda não adquire automaticamente a nacionalidade irlandesa, a menos que certas condições sejam cumpridas.

### Casamentos por conveniência
Outro método é entrar em um casamento por conveniência que é usado para obter uma vantagem meramente imigratória por um casal que não tem um relacionamento genuíno. As razões comuns para os casamentos simulados são obter residência permanente (isso é chamado de fraude de imigração), trabalho ou cidadania para um ou ambos os cônjuges, ou outros benefícios.
No Reino Unido, aqueles que organizam, participam ou oficiam sobre um casamento simulado podem ser acusados de um número de delitos, incluindo assistência à imigração ilegal e conspiração para facilitar a violação da lei de imigração.
Os Estados Unidos têm pena de multa de US$ 250.000 e sentença de cinco anos de prisão por fraude na imigração através de casamentos falsos. O Serviço de Imigração e Alfândega estadunidense (ICE) e o Departamento de Justiça dizem que eles não têm números precisos sobre a taxa de tentativa de fraude matrimonial. No ano fiscal de 2009, 506 das 241.154 petições apresentadas foram negadas por suspeita de fraude, uma taxa de 0,2%; sete por cento foram negados por outros motivos.

## Populações de imigrantes ilegais por país

### Brasil
O Brasil, como um país que recebeu muitos imigrantes ao longo de sua história, sempre fez parte de rotas migratórias internacionais. Em 2009, o governo estimou o número de imigrantes ilegais em cerca de 200.000 pessoas; Uma instituição de caridade católica que trabalha com imigrantes disse que havia 600 mil imigrantes ilegais (75 mil dos quais da Bolívia). No mesmo ano, o Parlamento brasileiro aprovou uma anistia, abrindo um prazo de seis meses para que todos os estrangeiros busquem a legalização, independentemente de sua posição prévia perante a lei. O Brasil havia legalizado pela última vez todos os imigrantes em 1998; acordos bilaterais, um dos quais promoveu a legalização de todos os imigrantes recíprocos com a Bolívia até à data, assinada em 2005, também são comuns.
Os imigrantes ilegais no Brasil gozam dos mesmos privilégios legais que os brasileiros nativos com relação ao acesso a serviços sociais, como educação pública e sistema público de saúde brasileiro. Uma operação da Polícia Federal investigou imigrantes chineses que viajaram por seis países antes de chegar a São Paulo para trabalhar em condições precárias na indústria têxtil.
Depois de transformar a lei de anistia de 2009 em lei, o então presidente Lula disse, em discurso, que "a repressão e a intolerância aos imigrantes não resolverão os problemas causados pela crise econômica", criticando duramente a "política de discriminação e preconceito" contra imigrantes em nações desenvolvidas.
Um artigo de outubro de 2009 de O Globo, citando um estudo do PNUD, estima o número de imigrantes indocumentados em 0,7 milhão, e aponta para uma recente onda de xenofobia entre a população em geral.

### Estados Unidos
Estima-se que cerca de 11 milhões de imigrantes ilegais vivam nos Estados Unidos em 2006. As estimativas do Pew Hispanic Center mostram que o número de imigrantes ilegais caiu para 11,1 milhões em março de 2009, de um pico de 12 milhões em março de 2007. A maioria dos imigrantes ilegais são do México. A questão da imigração ilegal tem sido controversa nos Estados Unidos. Em 2007, o presidente George W. Bush pediu que o Congresso endossasse sua proposta de trabalhador convidado, afirmando que os imigrantes ilegais pegam empregos que os americanos não aceitariam.
O Pew Hispanic Center observa que, embora o número de imigrantes legais que chegam não tenha variado substancialmente desde os anos 80, o número de imigrantes ilegais aumentou drasticamente e, desde meados da década de 1990, ultrapassou o número de imigrantes legais. As penalidades para os empregadores de imigrantes ilegais, de US$ 2.000 a US$ 10.000 e até seis meses de prisão, não são cumpridas em grande parte.
Grupos políticos como o Americans for Legal Immigration formaram-se para exigir o cumprimento das leis de imigração e proteger as fronteiras. O grupo também pediu checkpoints de fronteira de "partida segura", sem verificação criminal.
Em uma reportagem de 2011, o Los Angeles Times informou que os imigrantes ilegais em 2010 eram pais de 5,5 milhões de crianças, 4,5 milhões das quais nasceram nos EUA e são cidadãos. Como os imigrantes ilegais são mais jovens e têm maior probabilidade de se casar, eles representaram uma parcela desproporcional de nascimentos - 8% dos bebês nascidos nos EUA entre março de 2009 e março de 2010 eram de pelo menos um dos pais imigrantes ilegais.
A imigração do México para os Estados Unidos diminuiu nos últimos anos. Isso tem sido atribuído à desaceleração da economia americana, ao aumento da segurança na fronteira e ao aumento da violência no lado mexicano da fronteira México-Estados Unidos.

### Espaço Schengen
O Espaço Schengen é um acordo multilateral entre 26 estados em que, na maioria dos casos, abolem o controle fronteiriço entre si. Estes estados incluem a maioria dos países da União Europeia, bem como os países do Espaço Econômico Europeu, Noruega, Suíça e Islândia. Qualquer pessoa que esteja fisicamente dentro de qualquer um dos países do Espaço Schengen geralmente poderá viajar para qualquer outro país dentro do Espaço Schengen sem impedimentos da aplicação da lei, mesmo que ele ou ela não tenha o direito legal de entrar em outro estado membro do Espaço Schengen. Uma pessoa que deseje imigrar ilegalmente para um Estado membro do Espaço Schengen pode, portanto, achar mais prático entrar através de outro estado membro. De acordo com uma reportagem da BBC de 2012, mais de 80% dos imigrantes ilegais que entram na União Europeia passam pela Grécia.
Os países da União Europeia que não são membros do Acordo de Schengen continuam empenhados em permitir a entrada legal dos cidadãos dos países da UE; no entanto, eles podem exercer controle de fronteira a seu critério. Isso normalmente representa um obstáculo significativo para as pessoas que estão tentando entrar nesses países ilegalmente.
Cidadãos dentro da UE é uma parceria econômica e política entre 28 países europeus que juntos cobrem grande parte do continente europeu. Um cidadão de um estado membro da UE tem o direito de procurar emprego em qualquer outro estado membro. O Acordo de Schengen não regulamenta o tratamento de pessoas que entram ilegalmente no espaço Schengen. Isto é, portanto, deixado para os estados individuais, e outros tratados internacionais aplicáveis e jurisprudência europeia. A imigração ilegal para o Espaço Schengen e para a Europa em geral aumentava acentuadamente desde aproximadamente o início de 2014. As principais causas para este aumento são os conflitos que se seguiram à Primavera Árabe; em particular, a guerra civil na Síria expulsou milhões de pessoas de suas casas, e a desintegração do governo líbio removeu uma grande barreira para os migrantes africanos.
A imigração clandestina para alguns dos países do Espaço Schengen poderá ter uma diferença diferente, dependendo de países como a França e a Grécia.

#### França
As crianças nascidas de não-cidadãos na França não são imigrantes, mas são consideradas estrangeiras sob a lei francesa, até atingirem a idade de 18 anos, quando automaticamente se tornam cidadãos. A cidadania francesa baseia-se na ideia de unidade política; portanto, a cidadania francesa pode ser mais acessível do que outros países da UE, como a Alemanha e o Reino Unido. No entanto, muitos cidadãos franceses sentem que aqueles que ganham a cidadania francesa devem estar em conformidade com os aspectos culturais da vida francesa. Os estrangeiros também podem se tornar cidadãos franceses se servirem na Legião Estrangeira.
A lei francesa proíbe qualquer pessoa de ajudar ou tentar ajudar "a entrada, o movimento ou a permanência irregular de um estrangeiro na França". A França tem um Ministério da Imigração que começou a funcionar em 2007 sob o presidente Sarkozy. O governo procura combater os contrabandistas que lucram financeiramente com a transferência de imigrantes para dentro, fora e para fora da França, de acordo com o então ministro da Imigração, Éric Besson.

#### Noruega
O número de imigrantes ilegais na Noruega foi estimado em cerca de 20 mil em 2009 e entre 18 e 56 mil em 2017. As estimativas das organizações que trabalham com imigrantes ilegais são muito mais baixas, entre 5 mil e 10 mil em 2011.

### Reino Unido
Muitos tentam atravessar o Canal da Mancha em Calais para buscar o status de refugiado ou asilo na Grã-Bretanha. Os motoristas de caminhão podem ser multados em até €2.500 se imigrantes ilegais forem encontrados a bordo. O Ministério do Interior tem seus agentes trabalhando ao lado da polícia francesa e agentes de imigração, para impedir que pessoas não autorizadas entrem na zona. Uma área de Calais teve um ataque policial em setembro de 2009 para controlar a imigração ilegal. Os franceses também tentam impedir que os imigrantes indocumentados entrem na França da parte sul do país.
Organizações não-governamentais, como a Cruz Vermelha, fornecem comida, chuveiros e abrigo a outros imigrantes que se reúnem esperando para atravessar o canal.
Em 1986, um homem iraniano foi mandado de volta para Paris, de Londres, porque não conseguiu apresentar nenhum documento de identificação aos oficiais de imigração britânicos. Ele ficou no aeroporto por quase vinte anos e sua história foi transformada em um filme, The Terminal.
A partir de 2009, havia entre 550.000 e 950.000 imigrantes ilegais no Reino Unido. O Reino Unido é um país difícil para imigrantes ilegais chegarem, pois está localizado principalmente em uma ilha e parte de outra, mas traficantes em Calais, na França, tentaram contrabandear imigrantes sem documentos para o Reino Unido. Muitos imigrantes indocumentados vêm da África e da Ásia. A partir de 2008, havia também muitos da Europa Oriental e da América Latina tendo ultrapassado seus vistos.
Um estudo de 2012 realizado pelo Centro de Migração, Política e Sociedade (COMPAS) da Universidade de Oxford estimou que havia 120.000 crianças migrantes irregulares no Reino Unido, das quais 65.000 nasceram no Reino Unido para pais sem status legal. De acordo com o estudo, essas crianças correm o risco de serem destituídas, exploradas e excluídas socialmente por causa de regras e regulamentos contraditórios e freqüentemente mutáveis que prejudicam seu acesso à saúde, educação, proteção pela polícia e outros serviços públicos.
O Home Office estimou que 4.000 a 10.000 pedidos por ano para permanecer no Reino Unido são feitos com base em um casamento simulado. Muitos imigrantes indocumentados ou requerentes de asilo tentaram entrar no Reino Unido vindos da França, escondendo-se dentro de caminhões ou trens.